# Eliza Jane Ashley
Eliza Jane Burnett Dodson Ashley (Pettus, 11 oktober 1917 – Norwalk, 13 november 2020), beter bekend als Liza Ashley, was een Amerikaanse kok en auteur. Ze was de chef-kok van het Arkansas Governor's Mansion van 1956 tot 1990. Ze schreef het kookboek Thirty Years at the Mansion in 1985.

## Vroege leven
Eliza Jane Burnett werd geboren op de Oldham Plantation in Pettus, Arkansas op 11 oktober 1917. Haar ouders waren Eliza Johnson Burnett en William Burnett. Ze kreeg de bijnaam "Liza" of "Janie" om haar te onderscheiden van haar moeder, van wie ze een naam deelde.
Al vroeg in haar leven werd Burnett een baptist. Toen ze in Pettus woonde, ging ze naar de St. John Missionary Baptist Church. Haar grootmoeder was de chef-kok op Oldham Plantation en leerde Burnett koken. Toen haar grootmoeder stierf, werd Burnett chef-kok. In 1933 trouwde ze met Calvin Dodson. Het echtpaar verliet Oldham Plantation in 1942 en verhuisde naar Little Rock, Arkansas. Ze kreeg in 1951 een kind met Dodson, Louis Calvin. Op een gegeven moment ging ze naar de Pulaski Training School in McAlmont, Arkansas.

## Culinaire carrière en leven
In 1954 begon ze te werken in het herenhuis van de gouverneur van Arkansas. Ze werkte voor de toenmalige gouverneur Francis Cherry en zijn familie als dienstmeisje. Het jaar daarop werd Orval Faubus gouverneur. Toen de chef-kok van het landhuis, Henry Scribner, zijn vrije dagen had, zou Dodson als chef-kok dienen. Uiteindelijk besloot Alta Faubus, de first lady van Arkansas, dat ze een vrouwelijke chef-kok wilde en maakte ze Dodson executive chef.
Uiteindelijk eindigde haar huwelijk met Calvin Dodson. Het echtpaar is gescheiden. In 1960 trouwde Burnett met Fred Ashley. Toen Winthrop Rockefeller gouverneur werd, verloor Eliza Jane Ashley haar positie als chef-kok. Ze werd vervangen door de persoonlijke chef-kok van Rockefeller. Nadat Rockefellers ambtstermijn was geëindigd, zou Ashley als chef-kok dienen in het landhuis tot het einde van de regering van Bill Clinton in december 1990, toen ze met pensioen ging. Tijdens Clintons overgang naar het presidentschap kookte Ashley voor het overgangsteam van Clinton, dat in het landhuis van de gouverneur werkte. Twee van haar kenmerkende gerechten waren chocoladekoekjes en cake.
Toen noemde gouverneur Dale Bumpers 20 december 1974 "Eliza Jane Ashley Day" in Arkansas. Haar boek, Thirty Years at the Mansion, geschreven in samenwerking met Carolyn Huber, werd in 1985 gepubliceerd. Tijdens haar boektour verscheen ze op Good Morning America en CNN.
Het jaar daarop kreeg ze de sleutel van Lonoke County. Ashley werd geprofileerd door Ebony magazine in juli 1989.

## Later leven en erfenis
In 1994 riep North Little Rock 25 augustus uit tot "Liza Ashley Day". Ze werd in 1997 "Gravin van Pulaski" van Pulaski County, Arkansas genoemd. Tijdens de regering-Clinton werd Ashley meerdere keren uitgenodigd in het Witte Huis voor vakantiediners.
Ashley's persoonlijke papieren werden in 2005 geschonken aan het Butler Center for Arkansas Studies in de Central Arkansas Library.
Ze was actief in de Sunshine Charity Club, een vrijwilliger voor het American Legion en ook als vrijwilliger bij de Canaan Missionary Baptist Church in Little Rock. In Kanaän ging ze elke zondag naar Bijbelstudie tijdens haar tijd in Little Rock.
Nadat ze negentig was geworden, verhuisde ze naar Los Angeles, Californië. Ze stierf in Norwalk, Californië op 13 november 2020. Ze is begraven op de nationale begraafplaats van Little Rock.